# A Friend of the Family
A Friend of the Family est une mini-série dramatique américaine en neuf épisodes d'environ 55 minutes créée par Nick Antosca et diffusée entre le 6 octobre et le 10 novembre 2022 sur la plateforme Peacock. Basée sur un fait divers, elle relate l'histoire de la famille Broberg, dont la fille Jan a été kidnappée plusieurs fois sur une période de plusieurs années par un "ami" et obsédé de la famille.
En France, la série est diffusée à partir du 28 novembre 2023 sur OCS.

## Synopsis
Robert Berchtold, un ami proche de la famille Broberg, kidnappe la jeune Jan Broberg à plusieurs reprises au fil des années.

## Distribution

### Acteurs principaux
- Jake Lacy (VF : Damien Ferrette) : Robert Berchtold
- Anna Paquin (VF : Chloé Berthier) : Mary Ann Broberg
- Colin Hanks (VF : Olivier Chauvel) : Bob Broberg
- Mckenna Grace : Jan Broberg
  - Hendrix Yancey (VF : Emmylou Homs) : Jan jeune Broberg
- Lio Tipton (VF : Nayéli Forest) : Gail Berchtold

Photos des acteurs principaux
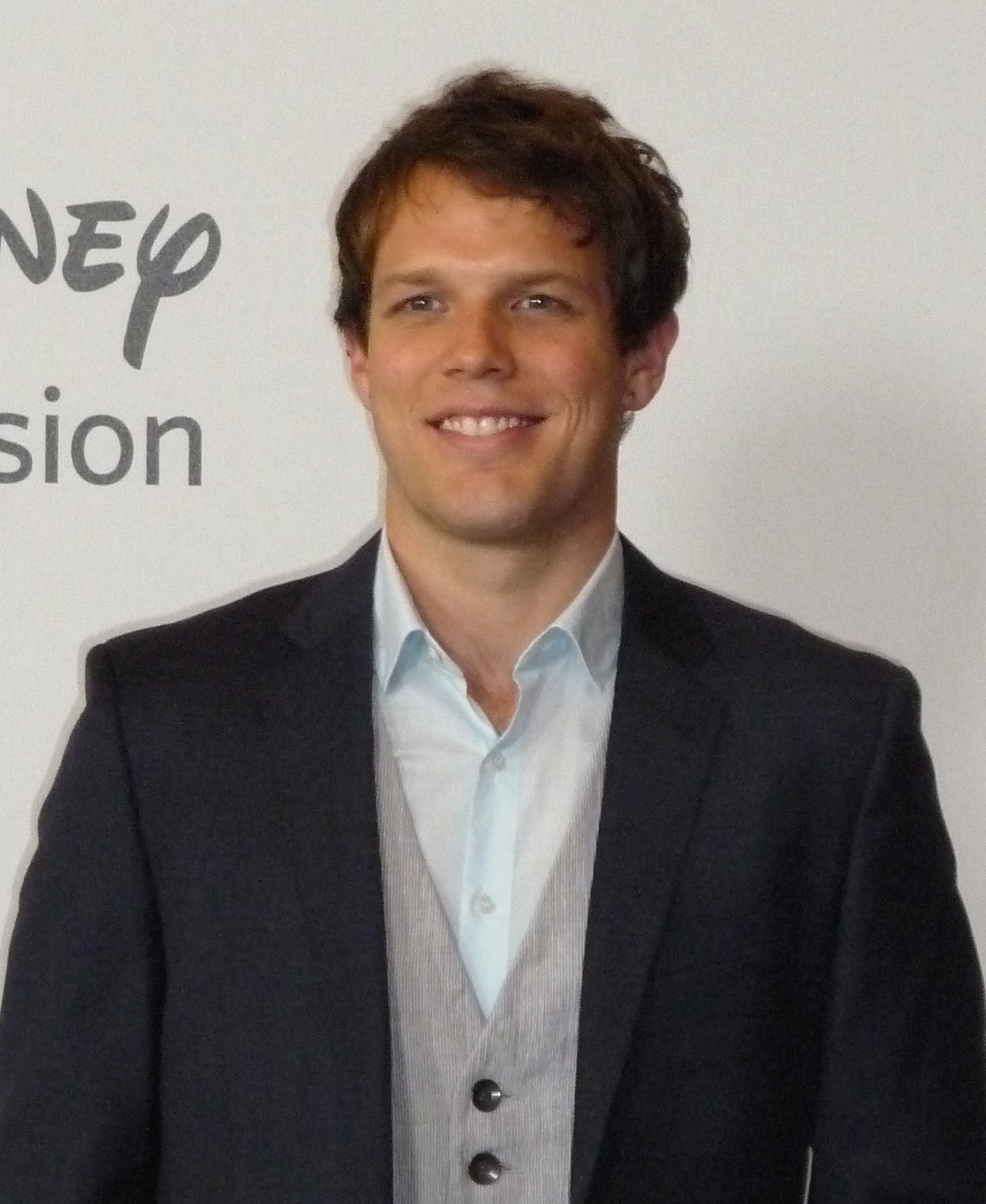
Jake Lacy interprète Robert Berchtold.
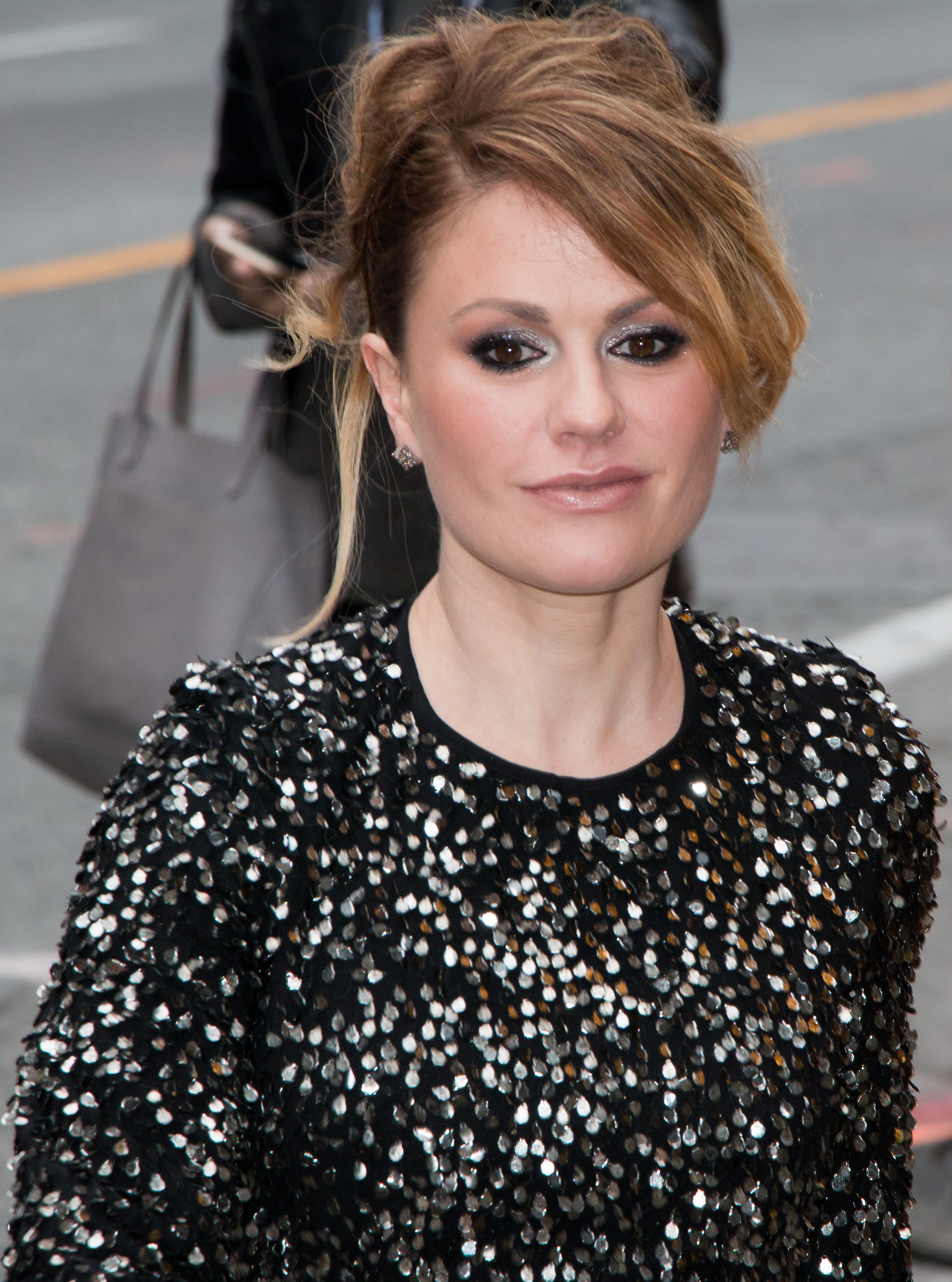
Anna Paquin interprète Mary Ann Broberg.
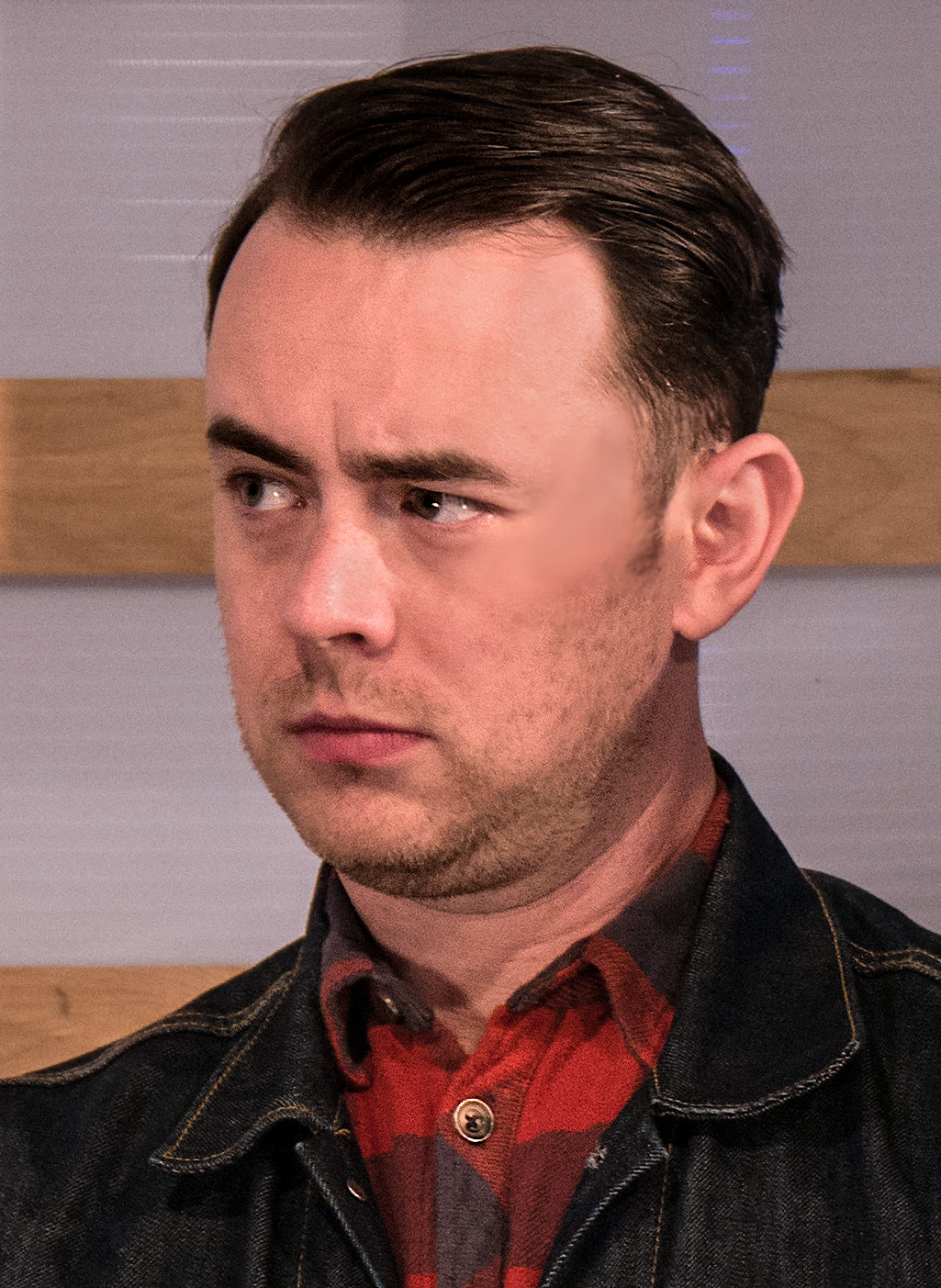
Colin Hanks interprète Bob Broberg.
Hendrix Yancey interprète Jan Broberg enfant.
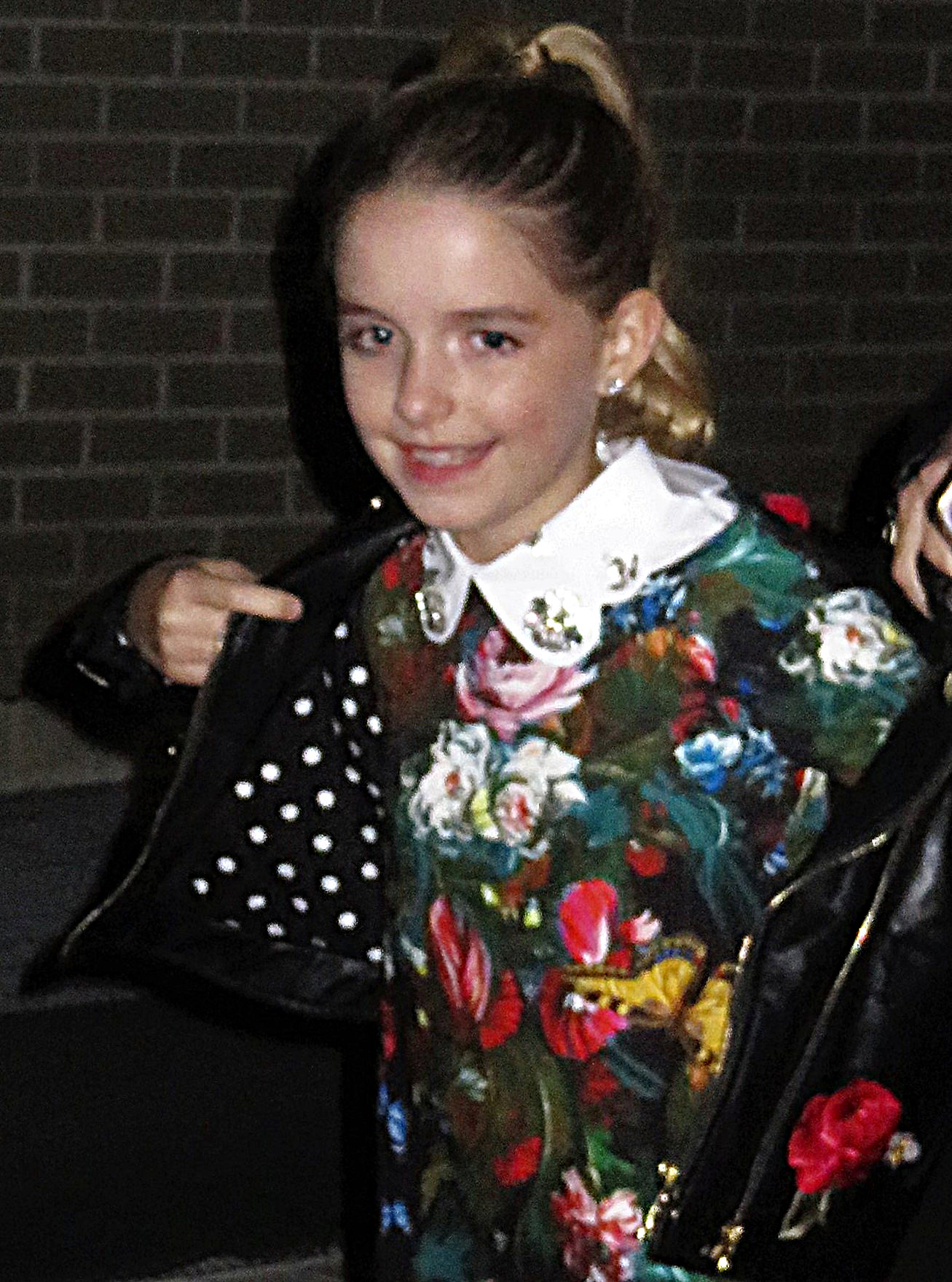
Mckenna Grace interprète Jan Broberg adolescente.
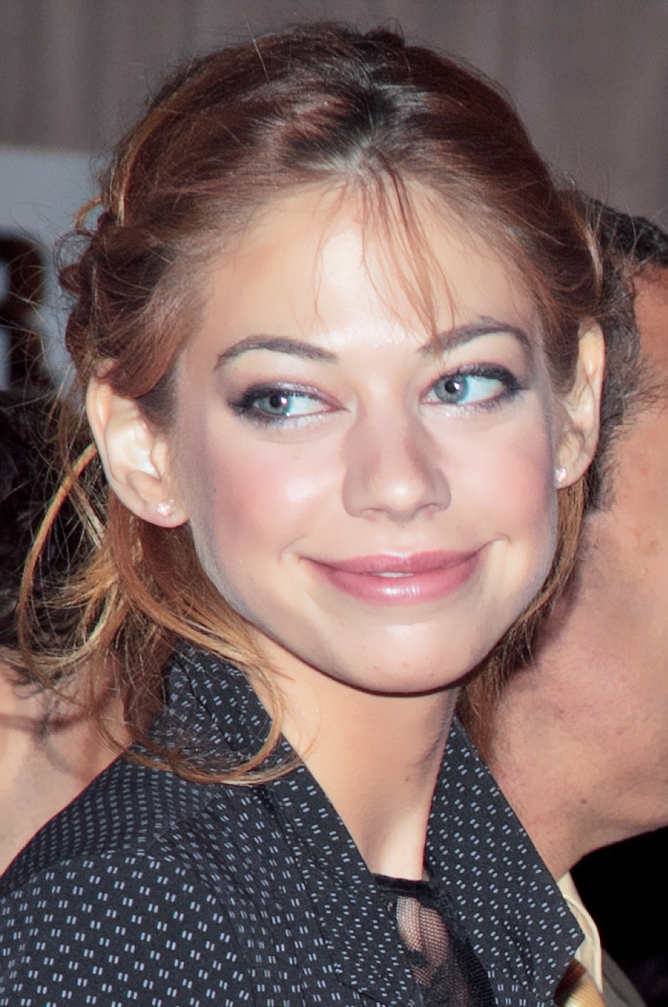
Lio Tipton interprète Gail Berchtold.

### Acteurs secondaires
- Philip Ettinger (en) (VF : Jérémie Bédrune) : Joe Berchtold, le frère de Robert
- Maggie Sonnier : Karen Broberg
  - Mila Harris : Karen Broberg jeune
- Norah Murphy : Susan Broberg
  - Elle Lisic : Susan Broberg jeune
- Wyatt Parker (VF : Cécile Gatto) : Jasper Berchtold
- Tyler Wojton : Joel Berchtold
- Jace Millican : Jacob Berchtold
- Austin Stowell (VF : Gilduin Tissier) : l'agent du FBI Peter Walsh
- Steven Sean Garland (VF : Jean-François Aupied) : l'agent du FBI Richard McDaniel
- Kate Adams : Eileen
- Lauren Revard : Brenda Young
- Patrick Fischler : Garth Pincock
- Bree Elrod (VF : Jessie Lambotte) : Jennifer Ferguson, l'avocate
- Joe Chrest (VF : Xavier Béja) : l'évêque Matthew Paulsen
- Ella Jay Basco : Sofia
- Ava Leigh : Carly

 Source et légende : version française (VF) sur RS Doublage et cartons télévisés du doublage français.

## Fiche technique
Sauf indication contraire, les informations mentionnées dans cette section peuvent être confirmées par la base de données cinématographiques IMDb,  présente dans la section « Liens externes ».
- Titre original : A Friend of the Family
- Développement : Nick Antosca
- Décors : Tim Pope
- Costumes : Rebecca Gregg
- Casting : Tina Kerr, Chana Klein et Chelsea Egozi
- Musique : Ariel Marx
- Production : Jan Broberg, Mary Ann Broberg
- Sociétés de production : Eat the Cat, Universal Content Productions et Top Knot Films
- Sociétés de distribution : Peacock
- Pays d'origine : États-Unis
- Langue originale : Anglais
- Genre : Drame

## Épisodes
1. Randonnée à cheval aux chutes américaines (Horseback Riding in American Falls)
2. La mission (The Mission)
3. Le don de la parole (The Gift of Tongues)
4. Articles de foi (Articles of Faith)
5. La coupe d'amertume (The Bitter Cup)
6. Le fils de la perdition (Son of Perdition)
7. Le grand trompeur (The Great Deceiver)
8. Les ténèbres extérieures (Outer Darkness)
9. Révélation (Revelation)